# Katrin Quooß
Katrin Quooß (* 23. Oktober 1986 in Kyritz) ist eine deutsche Sportschützin im Wurfscheibenschießen in der Disziplin Trap.

## Leben und Karriere
Quooß nahm erstmalig 2002 als 15-Jährige bei der Deutschen Meisterschaft in München teil, wo sie in ihrer Altersklasse den fünften Platz belegte. Im Folgejahr erhielt sie die Bronzemedaille und schaffte den Sprung in den Juniorenkader. 2004–2006 wurde sie dreimal Deutsche Meisterin in Folge. 2004 bei ihrem ersten internationalen Wettkampf, der Europameisterschaft in Nikosia, schaffte sie auf Anhieb den Einzug ins Finale und verpasste mit dem vierten Platz die Medaillenränge. 2005 in Belgrad und 2006 in Maribor stand sie wieder im Finale und wurde jeweils Fünfte. Der Einstieg bei den Weltmeisterschaften war 2005 in Lonato, dort wurde sie Achte und ein Jahr später in Zagreb Zehnte. Danach erfolgte der nahtlose Wechsel in den Erwachsenenkader.
In den Jahren 2007 bis 2010 kämpfte Quooß sich an die Weltspitze heran, ihre besten Top-Ten-Platzierungen waren 2008 bei der EM in Nikosia der vierte Platz und bei der WM 2009 in Maribor der neunte Platz, jeweils mit der Mannschaft. Bei der EM 2011 in Belgrad stand sie wieder im Finale und wurde Sechste im Einzelwettkampf und mit der Mannschaft Fünfte. Beim Weltcup in Maribor wurde es ein vierter Platz. Im gleichen Jahr konnte sie sich für das Weltcupfinale in Al-Ain qualifizieren und erhielt die Silbermedaille.
Katrin Quooß' erfolgreichstes Jahr war 2014, als sie in Sarlóspuszta Doppel-Vizeeuropameisterin (Einzel- und Mannschafts-Wettkampf) wurde, ihre Mannschaftskolleginnen waren Jana Beckmann und Sonja Scheibl. Sowie im spanischen Granada Doppel-Weltmeisterin (Einzel- und Mannschafts-Wettkampf), hier waren ihre Mannschaftskolleginnen Jana Bechmann und Christiane Göhring. 2015 bei der EM in Maribor wurde sie mit der Mannschaft Vierte und war Teilnehmerin bei den ersten Europaspielen in Baku, wo sie Neunte wurde.
Als Sportsoldatin war sie 2015 auch Teilnehmerin bei den 6. CISM-Militär-Weltspielen im südkoreanischen Mungyeong, wo sie die Goldmedaille bekam. Ein Jahr später wurde sie Militär-Weltmeisterin bei den 49. CISM-Militär-Weltmeisterschaften in Doha. In den Folgejahren 2016–2020 wurde sie 2018 Vizeeuropameisterin in Leobersdorf, erhielt Silber beim Weltcup 2018 in Siggiewi, gewann gemeinsam mit Paul Pigorsch im Trap-Mixed-Wettkampf Gold beim Weltcup 2019 in Al-Ain und war Teilnehmerin bei den Europaspiele 2019 in Minsk. 
Nach 20 Jahren Nationalkader beendete Katrin Quooß ihre Karriere bei der Weltmeisterschaft 2022 in Osijek mit einem achten Platz. In diesen 20 Jahren wurde sie bei Deutschen Meisterschaften insgesamt sechsmal Deutsche Meisterin, zweimal Vizemeisterin und erhielt zweimal Bronze.
Auf nationaler Ebene ist Quooß jedoch weiter aktiv und gewann 2023 in der Disziplin Trap Mixed Team, gemeinsam mit Patrick Wascher die Goldmedaille, sowie die Silbermedaille in der Disziplin Trap Frauen.